# Неговка (Гомельская область)
Неговка (бел.  Негаўка) — агрогородок в Липиничском сельсовете Буда-Кошелёвского района Гомельской области Беларуси.

## География

### Расположение
В 20 км на север от районного центра и железнодорожной станции Буда-Кошелёвская (на линии Жлобин — Гомель), 68 км от Гомеля.

### Гидрография
На юге, востоке и западе через деревню проходят мелиоративные каналы, соединённые с рекой Глина (приток река Липа).

## Транспортная сеть
Транспортные связи по просёлочной, затем автомобильной дороге Чечерск — Буда-Кошелёво.
Планировка состоит из двух почти параллельных между собой (одна длинная, вторая короткая) улиц широтной ориентации. Застройка двусторонняя, деревянными домами усадебного типа. В 1986 году построены кирпичные дома на 84 квартиры, в которых разместились переселенцы из загрязнённых радиацией мест после Чернобыльской катастрофы.

## История
Упоминается в 1756 году как деревня Ниговка в Заднепровском войтовстве Рогачёвского староства. В XIX веке деревня в Староруднянской волости Рогачёвского уезда Могилёвской губернии. По ревизии 1858 года фольварок и деревня Неговка во владении помещика Михаила Эдуардовича Войнич-Сяноженцкого, который имел здесь в 1854 году 740 десятин земли. В 1884 году открыта церковно-приходская школа, для которой в том же году построено здание, действовал хлебозапасный магазин. По переписи 1897 года находились: церковно-приходская школа, 5 ветряных мельниц, кузница, винная лавка, питейный дом. Рядом был одноимённый фольварк. В 1909 году 1233 десятины земли.
В январе 1918 года Рогинский партизанский отряд после жестокого и длительного боя около деревни принудил легионеров И. Р. Довбор-Мусницкого отступить. В 1925 году в Буда-Кошелёвском сельсовете Буда-Кошелёвского района Бобруйского округа. В 1930 году организован колхоз «Путь к коммуне», работала кузница.
Во время Великой Отечественной войны оккупанты в 1943 году частично сожгли деревню, 137 жителей деревни погибли на фронте. В 1959 году центр колхоза «Юбилейный». Базовая школа, Дом культуры, библиотека, фельдшерско-акушерский пункт, отделение связи, детский сад, магазин.

## Население
- 1858 год — 354 жителя.
- 1886 год — 66 дворов, 526 жителей.
- 1897 год — 112 дворов, 780 жителей (согласно переписи).
- 1909 год — 842 жителя.
- 1925 год — 182 двора.
- 1959 год — 844 жителя (согласно переписи).
- 2004 год — 193 хозяйства, 497 жителей.
- 2019 год — 159 хозяйств, 427 жителей[3].

## Культура
- Музейная комната ГУО «Неговская базовая школа»

## Достопримечательность
- Воинское захоронение погибших в период Великой Отечественной войны

## Известные уроженцы
- Н. П. Аверьянов — во время Великой Отечественной войны, в Сталинградской битве закрыл своим телом амбразуру дзота
- В. М. Кириленко — Герой Социалистического Труда